# Pteronymia thabena
Pteronymia thabena är en fjärilsart som beskrevs av William Chapman Hewitson 1869. Pteronymia thabena ingår i släktet Pteronymia och familjen praktfjärilar. Inga underarter finns listade.